# Otto Marcus
Otto Marcus (* 15. Oktober 1863 in Malchin; † 5. Dezember 1952 in London) war ein deutscher Karikaturist, Illustrator und Maler.

## Leben

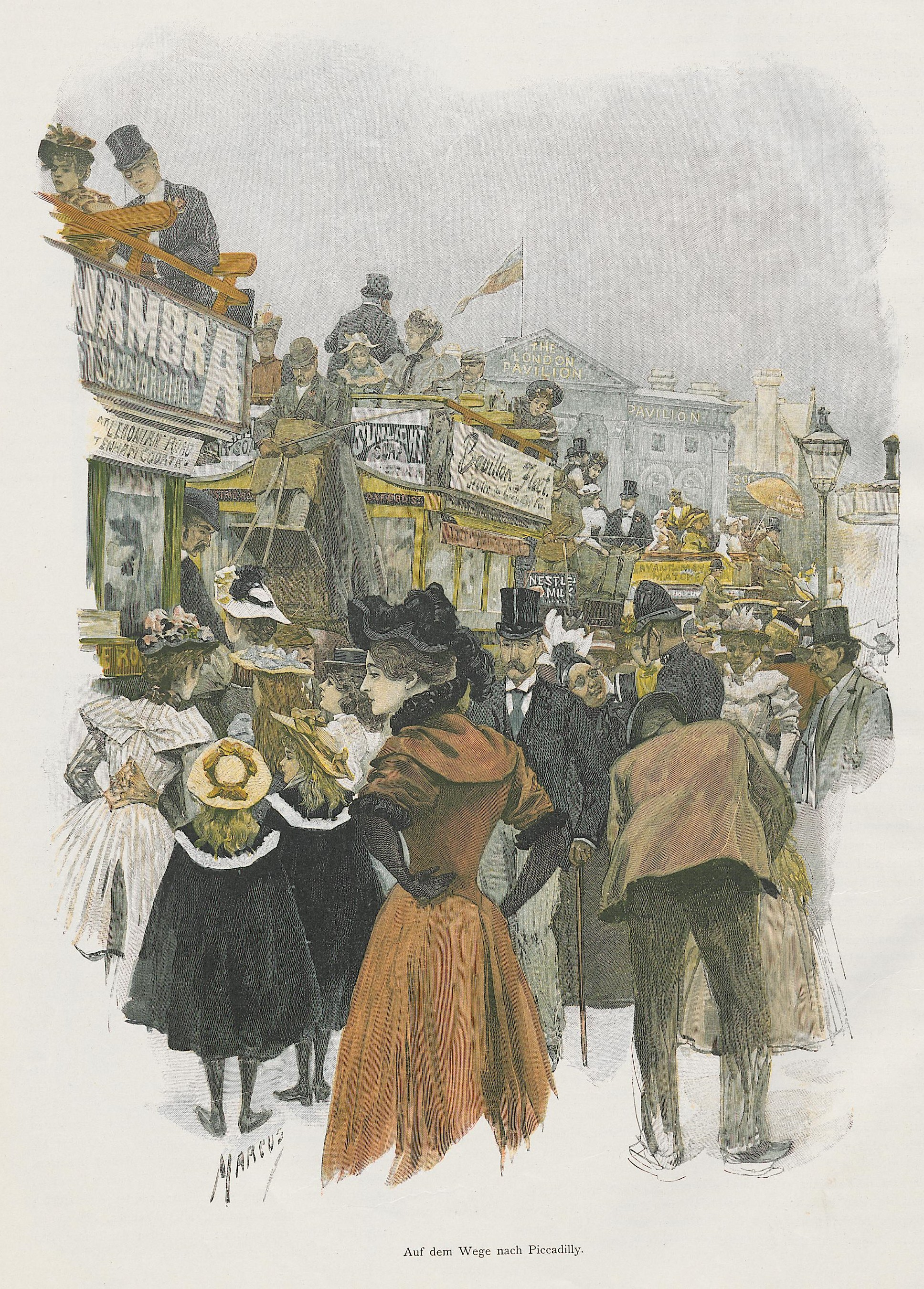
Auf dem Weg nach Piccadilly (1895)

Der Sohn des Malchiner Kaufmanns Louis (Levy) Marcus und seiner aus Schwerin stammenden Ehefrau Rosa geb. Jaffe hatte sechs Geschwister und gehörte dem gleichen Malchiner Familienzweig an, dem auch der Erfinder Siegfried Marcus entstammte. Otto erhielt jüdischen Religionsunterricht, besuchte zunächst die städtische Schule in Malchin und ging später auf das Schweriner Gymnasium. 1895 trat er aus dem Judentum aus. Er heiratete die aus Magdeburg stammende evangelische Malerin Elisabeth Sendler, 1909 kam die einzige Tochter Ruth in Berlin-Schöneberg zur Welt.
1879 ging er nach Wien, wo zwei seiner Onkel wohnten. Dort wurde er Schüler an der Wiener Akademie der bildenden Künste. Am 21. Oktober 1882 wechselte er an die Münchner Kunstakademie, wo er die Historienmalerei erlernte. 1884 trat er der Sozialistischen Arbeiterpartei Deutschlands bei. Nach dem Studium leistete er 1886 seinen einjährigen Militärdienst ab, um danach 1887 nach Paris zu gehen. Hier verfeinerte er seine künstlerischen Fähigkeiten. 1889 ermöglichte ihm ein Stipendium der Michael-Beer-Stiftung ein einjähriges Studium in Italien mit Aufenthalt in der Villa Strohl-Fern in Rom.
Um 1890 ging er nach Berlin und arbeitete für den Dietz Verlag, die Berliner Morgenpost und die Berliner Illustrierte. Dann gewann er den ersten Preis in einem Wettbewerb für Wandbilder, für diese Kunstform nahm er zahlreiche Aufträge in Hamburg, Berlin (Rathaus Schöneberg), Schwerin und im Quedlinburger Schloss an. 1901 bis 1927 lehrte er an der Unterrichtsanstalt des Kunstgewerbemuseums Berlin, wo er das Aktzeichnen vermittelte. Er setzte sich für die wirtschaftliche Absicherung bildender Künstler ein, auch gab er seine Stelle am Kunstgewerbemuseum auf. 1913 begründete er den Wirtschaftlichen Verband bildender Künstler, dem späteren Reichsverband bildender Künstler Deutschlands, dessen Generalsekretär er bis 1931 war. Darüber hinaus war er Mitglied des Reichswirtschaftsrates, der Internationalen Urheberrechtskommission, des Vereins Berliner Künstler, des Mecklenburgischen Künstler-Bundes und des Verbandes Deutscher Illustratoren.
Insbesondere in den Zeitschriften Die Werkstatt der Kunst und Der Kunstwanderer (Herausgeber Adolph Donath) veröffentlichte er in den 1910er Jahren eine Anzahl von Beiträgen u. a. zur wirtschaftlichen Lage der Künstler und zum Urheberrecht.
Die Tochter Ruth emigrierte als „Halbjüdin“ 1938 nach London, wo sie als Tänzerin und Choreografin arbeitete. Otto Marcus folgte 1939 mit der Hilfe seiner Tochter nach London, doch blieb die Ehefrau in Berlin, wo sie bei einem Bombenangriff 1945 umkam.
Er selbst lebte unter schlechten Bedingungen in London bis zum Tod.

## Werke
- Das Märchenbuch, 1909